# Ischnochiton erythronotus
Ischnochiton erythronotus är en blötdjursart som först beskrevs av C.B. Adams 1845.  Ischnochiton erythronotus ingår i släktet Ischnochiton och familjen Ischnochitonidae. Inga underarter finns listade i Catalogue of Life.